# Fraine
Fraine ist eine Gemeinde (comune) in Italien mit 257 Einwohnern (Stand: 31. Dezember 2023) in der Provinz Chieti in den Abruzzen. Die Gemeinde liegt etwa 55,5 Kilometer südsüdöstlich von Chieti entfernt und gehört zur Comunità Montana Sangro Vastese.